# شهرستان شاویانگ
شهرستان شاویانگ (به لاتین: Shaoyang County) یک شهرستان‌های جمهوری خلق چین در چین است که در شاویانگ واقع شده‌است.